# Paul Sinibaldi
Paul Sinibaldi (* 3. Dezember 1921 in Montemaggiore, Département Haute-Corse; † 2. April 2018 in Marseille) war ein französischer Fußballspieler.

## Die Vereinskarriere
Der Sohn einer korsischen Familie unternahm seine ersten fußballerischen Schritte bei einem kleinen Verein in Marseille. Während jedoch seine Eltern mit den kleineren Geschwistern gegen Ende des Zweiten Weltkrieges ins nördliche Frankreich zogen, machte Paul Sinibaldi seinen Sport bald zum Beruf. Er heuerte als Torwart beim Toulouse FC an, der ab 1946/47 in der Division 1, der höchsten Spielklasse des Landes, spielte. 1948 wechselte er zu Stade de Reims, das seine „große Zeit“ erst noch vor sich hatte. Dort kam es zu einer sportlichen Familienzusammenführung der Sinibaldis: Pierre, das „Nesthäkchen“, gehörte dort als außerordentlich torgefährlicher Stürmer bereits seit 1944 zur Stammelf, und im selben Jahr wie Paul kam auch der älteste Bruder, Außenläufer Noël, bis dahin bei Alès Olympique unter Vertrag, in die Champagne.
Paul setzte sich auf Anhieb bei den Rot-Weißen durch, stand in 28 der 34 Ligaspiele im Tor und war am Ende seiner ersten Spielzeit (1948/49) bereits französischer Meister – ebenso wie Pierre und Noël (letzterer aber nur mit 12 Einsätzen, weshalb er nach dem Titelgewinn Reims wieder verließ), wobei der Stadionansager allerdings lediglich in vier Ligaspielen Gefahr lief, sich dreifach zu versprechen. Ein Jahr später gewann Paul Sinibaldi auch den französischen Pokal in einer Reimser Mannschaft, die mit Marche, Jonquet, Penverne, Flamion, Bini, Batteux und den neuverpflichteten Appel und Méano Spieler von Rang und Namen in ihren Reihen hatte, die den französischen Fußball der 1950er Jahre nachhaltig dominieren sollten. Am Ende dieser zweiten Saison wurde der Torhüter sogar in die Nationalelf berufen.
Bis 1955 bestritt Paul Sinibaldi fast alle Liga- und Pokalspiele, war lediglich 1951/52 während eines Drittels der Saison verletzt und sammelte neben zwei weiteren Landesmeisterschaften auch einen internationalen Titel ein: 1953 hielt er im Endspiel um die Coupe Latine (3:0 gegen AC Mailand) seinen Kasten sauber und trug so dazu bei, dass Stade de Reims auch diesen Wettbewerb gewann.
Als Landesmeister 1955 hatten sich die Rémois für die allererste Austragung des Europapokals der Landesmeister qualifiziert – aber für ihren langjährigen Stammkeeper verlief die Saison 1955/56 höchst unerfreulich. Verletzungen und Formschwäche (unter anderem sechs Gegentore im Viertelfinale gegen Vörös Lobogó Budapest) führten dazu, dass Trainer Albert Batteux ab Mitte März 1956 dem zweiten Torhüter, René-Jean Jacquet, den Vorzug gab und auf Sinibaldi verzichtete, dem deshalb auch im Parc des Princes nur die Zuschauerrolle bei der 3:4-Endspielniederlage gegen Real Madrid blieb.
Anschließend beendete der erfolgreiche Torwart seine Karriere und arbeitete außerhalb des Fußballs – zunächst als Geschäftsführer eines Sportartikelgeschäfts in Paris, dann als Handelsvertreter eines Fruchtsaftherstellers, Generalvertreter der Firma Ricard für den Ostteil Frankreichs und schließlich als Repräsentant der Champagnerkellerei Taittinger. Zudem besaß er in seinem Geburtsort auf Korsika eine Olivenpflanzung.
Die zu diesem Zeitpunkt irrtümliche Meldung seines Todes (am 28. Oktober 2003) beruht auf einer Verwechslung mit seinem Bruder Noël. Anlässlich des 100. Endspiels um den französischen Pokal im Mai 2017 gab er – der zu diesem Zeitpunkt älteste noch lebende Gewinner der Coupe de France, zugleich auch ältester noch lebender Nationalspieler Frankreichs – dem Fachblatt France Football ein ausführliches Interview in seinem Haus in Cavalaire-sur-Mer.

### Stationen
- SC Victor Hugo Marseille
- Toulouse FC (bis 1948)
- Stade de Reims (1948–1956)

## Der Nationalspieler
Im Juni 1950 bestritt Paul Sinibaldi sein erstes Länderspiel für die Équipe Tricolore; beim 1:4 in Belgien machte er in einer schwachen Mannschaft selbst auch keine gute Figur, so dass dies zugleich auch sein einziges A-Spiel blieb.

## Palmarès
- Französischer Meister: 1949, 1953, 1955
- Französischer Pokalsieger: 1950
- Gewinner der Coupe Charles Drago: 1954
- Europapokal der Landesmeister: Teilnahme 1955/56 (aber nicht im Finale)
- Gewinner der Coupe Latine: 1953
- 236 D1-Einsätze für Reims (Zahlen für Toulouse nicht bekannt)
- 1 A-Länderspiel